# Matteo Pedergnana

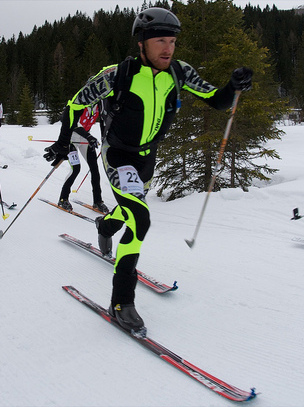
Matteo Pedergnana

Matteo Pedergnana (* 14. August 1980) vom Sci Club Alta Valtellina ist ein italienischer Skibergsteiger und Mitglied der italienischen Nationalmannschaft.
Bereits 2003 erreichte er mit Matteo Riz und Mario Scanu bei der Trofeo Mezzalama den achten Platz und gewann bei der Europameisterschaft im Skibergsteigen 2005 mit Guido Giacomelli, Dennis Brunod und Manfred Reichegger in der Staffeldisziplin die Goldmedaille.
| Personendaten    | Personendaten                |
| ---------------- | ---------------------------- |
| NAME             | Pedergnana, Matteo           |
| KURZBESCHREIBUNG | italienischer Skibergsteiger |
| GEBURTSDATUM     | 14. August 1980              |